# Przelewice, Hạt Pyrzyce
Przelewice [pʂɛlɛˈvit͡sɛ] (tiếng Đức: Prillwitz) là một ngôi làng ở hạt Pyrzyce, West Pomeranian Voivodeship, ở phía tây bắc Ba Lan. Đó là chỗ ngồi của gmina (khu hành chính) được gọi là Gmina Przelewice. Nó nằm khoảng 14 kilômét (9 mi)   phía đông Pyrzyce và 48 km (30 mi) về phía đông nam của thủ đô khu vực Szczecin. Ngôi làng có dân số 770 người.
Trước Thế chiến II, khu vực này là một phần của Đức. Đối với lịch sử của khu vực, xem Lịch sử của Pomerania.

Vườn Dendrological ở Przelewice nằm trong làng. 